# Misumenops decorus
Misumenops decorus är en spindelart som först beskrevs av Banks 1898.  Misumenops decorus ingår i släktet Misumenops och familjen krabbspindlar. Inga underarter finns listade i Catalogue of Life.